# Iglesia de la Vera Cruz (Arahal)
La iglesia de la Vera Cruz de Arahal es una iglesia andaluza de estilo barroco de la segunda mitad del siglo XVIII que tiene su origen en una ermita del siglo XVI. Fue construida en lo que entonces eran los arrabales, como se acostumbraba con las ermitas advocadas a la Verdadera Cruz, a la que se rezaba en caso de sequía.

## Historia
Las primeras noticias documentales que se tienen de su existencia se remontan a 1602. Las siguientes referencias se centran en el terremoto de Lisboa de 1755, momento en que se derrumbó. A partir de ese desastre se inició el proceso de reconstrucción, llevado a cabo bajo la iniciativa de José Soriano Fontíveros y del párroco del pueblo, Francisco Andrade. En 1780 se finalizó la fábrica y fue abierta a la devoción de los fieles. La pequeña ermita original que existía en la misma superficie fue la que contribuyó a marcar alineamientos y alturas en el desarrollo del casco urbano. Con el transcurso de los años, la iglesia ha llegado a estar situada en un enclave céntrico y equidistante de todos los sectores ciudadanos.
Durante el siglo XIX, el templo de la Vera Cruz pasó a la protección de la familia de los Zayas y los Benjumea, probablemente fue en esta época cuando se le incluyó los añadidos de la parte posterior. En 1936, con la guerra civil española, fue saqueada y las imágenes que había en el interior desaparecen; durante los años siguientes fueron desmontados los distintos altares que albergaba en su interior hasta su total abandono.
El 20 de mayo de 2003 la reciente creada Hermandad de la Vera Cruz, encarga el proyecto de restauración de la Iglesia al arquitecto de la localidad D. Luis Fernando Camacho Lobato y tras la aprobación del mismo en cabildo por dicha Hermandad, son encargadas las obras a la empresa constructora Frajoman. Las obras dieron comienzo en noviembre de 2003 y es entregada en mayo de 2004.
El 20 de noviembre de 2004 es dedicada y consagrada de nuevo al culto por el Cardenal Arzobispo de Sevilla D. Fray Carlos Amigo Vallejo.

## Descripción de la Capilla de la Vera Cruz
La Iglesia de la Vera Cruz es una obra arquitectónica perteneciente al barroco de la segunda mitad del siglo XVIII, caracterizada por una acentuada decoración puesta de manifiesto por su monumental portada tallada en ladrillo fino. Enclavada sobre los restos de la primitiva ermita del siglo XVI, dedicada al culto del Cristo de la Santa Vera Cruz, es el único edificio religioso de planta central del municipio.
El edificio se compone de una cúpula central semiesférica apoyada sobre pechinas y a la que se adosan lateralmente dos tramos rectangulares cubiertos con bóveda de cañón con cubiertas de tejas a dos aguas, frontalmente se sitúa un segundo cuerpo de menor dimensión y altura destinado a Sagrario y Sacristía.
La portada en fino ladrillo tallado, se compone por medio de dobles columnas abalaustradas superpuestas a pilastras fajeadas que sostienen remates, dispuestas en ángulo a cada uno de los lados del amplio vano de acceso, que se cierra con un arco mixtilíneo de gruesas molduras. Las columnas, apoyadas sobre potentes pedestales de piedra, se encuentran acanaladas en su primer tercio y balaustradas en el resto. Los capiteles en forma de cuadrado con lado curvo están sin tallar.  Posee un pinjante en la clave del arco, apoyo de una cruz de madera, que sustituye a una primitiva también en madera. Los remates lo componen cuatro copas de barro cocido con dos figuras de dragones tallados a sus lados, a modo de asas. Por último, enmarcando los laterales y enfatizando la decoración del conjunto, se remata por sendas molduras de gran dinamicidad, también en ladrillo tallado, que sirven de transición entre la monumental portada y el paramento.
Coronando el frente de la iglesia sobre un frontón curvo, se erige la espadaña, que consta de un arco de medio punto, dónde se ubica la campana. El hueco lo enmarcan dos pilastras laterales, que rematan en una pequeña cornisa y sobre la que se apoya un frontón curvo, partido por un pedestal. Dicho pedestal es la base de un adorno que se compone por tres copas escalonadas sobre peanas. Es conjunto de la espadaña se remata lateralmente por un par de volutas planas sustentadas sobre un basamento.
La cúpula destaca por su graciosa y airosa cubierta alabeada de tejas árabes, de planta octogonal, perfilada por sus ocho cumbreras de tejas cerámicas vidriadas de color azul y blanco, de donde nace un cupulín o linterna ciega, que culmina con una cruz veleta de hierro. La cúpula se sustenta por un tambor octogonal, trasdosado a la cúpula interior semiesférica, rematado por una cornisa de canes en todo el perímetro superior y flaqueado a sus ocho aristas por pinjantes y remates de ladrillo. A su vez el tambor es soportado por cuatro machones interiores, que corresponden exteriormente con las líneas de los contrafuertes.
Interiormente podemos mencionar como elementos de interés la gran cornisa perimetral que recorre a modo de imposta la bóveda de cañón y que bordea superiormente los huecos polilobulados de la fachada y del frontal del sagrario. La cúpula se apoya igualmente sobre una faja de moldura, que descansa sobre las cuatro pechinas y arcos torales. Por último es de destacar las cuatro hornacinas a modo de capillas laterales y se sitúan en las cuatro esquinas de la nave principal.
El pasado 26 de noviembre la Corporación Crucera, recibió de manos de dos miembros del Taller de Arte Sant´Luc de Laussane (Suiza) catorce espléndidas pinturas en las que figuran escenas de la vida de la Virgen María, para el Retablo Mayor de Iglesia de la Vera Cruz